# 'Merican
'Merican è un EP pubblicato dalla punk band californiana Descendents, nel periodo dopo il loro secondo ricongiungimento, che anticipa l'album Cool to Be You. È stato pubblicato nel 2004 dalla Fat Wreck Chords.

## Tracce
1. Nothing With You – 2:35
2. 'Merican – 1:50
3. Here With Me – 3:43
4. I Quit – 2:53
5. Alive – 3:22

## Formazione
- Milo Aukerman - voce
- Stephen Egerton - chitarra
- Karl Alvarez - basso
- Bill Stevenson - batteria